# سیارک ۳۲۶۳
سیارک ۳۲۶۳ (به انگلیسی: 3263 Bligh، نامگذاری:1932CN) سه هزار و دویست و شصت و سومین سیارک کشف شده‌است که در ۵ فوریه ۱۹۳۲ و در هایدلبرگ کشف شد.
قدر مطلق سیارک برابر ۱۳٫۰۰ است.